# Donggang, Rizhao
Donggang är ett stadsdistrikt och säte för stadsfullmäktige i Rizhao i Shandong-provinsen i norra Kina.